# Glossosoma beaumonti
Glossosoma beaumonti är en nattsländeart som beskrevs av Schmid 1947. Glossosoma beaumonti ingår i släktet Glossosoma och familjen stenhusnattsländor. Inga underarter finns listade i Catalogue of Life.